# Adonisea cognata
Adonisea cognata is een vlinder uit de familie van de uilen (Noctuidae). De wetenschappelijke naam van de soort is voor het eerst geldig gepubliceerd in 1830 door  Freyer.